# موانا (فیلم ۲۰۱۶)
موانا (انگلیسی: Moana، که در برخی از بازارها به عنوان وایانا یا اوشنایا نیز شناخته می‌شود) یک فیلم ماجراجویی موزیکال پویانمایی رایانه ای محصول ۲۰۱۶ است که توسط استودیو انیمیشن والت دیزنی تولید و توسط والت دیزنی پیکچرز توزیع شده است. این فیلم توسط جان ماسکر و ران کلمنتس با همکاری کریس ویلیامز و دان هال کارگردانی شده و توسط اوسنات شورر تولید شده است. فیلم از یک سناریو اثر جرد بوش و داستانی از کلمنتس، ماسکر، ویلیامز، هال، پامیلا ریبون و تیم نویسندگی آرون کندل و جردن کندل ساخته شده است.
در این فیلم آلیئی کراوالیو در نقش شخصیت اصلی، به همراه گروه بازیگران شامل دواین جانسون، ریچل هاوس، تمورا موریسون، جامین کلمنت، نیکول شرزینگر و آلن تودیک صداپیشگی می‌کند. آهنگ‌های اصلی این فیلم توسط لین-منوئل میرندا، اوپتایا فوایی و مارک مانسینا نوشته شده‌اند و موسیقی‌های اورکسترالی توسط مانسینا ترکیب شده‌اند. محیط فیلم در پلی‌نزی باستان قرار دارد و داستان موانا را روایت می‌کند، دختری رئیس یک روستای ساحلی و با اراده، که توسط اقیانوس برای گردآوری یک باقی مانده عرفانی با خدایی به نام تِ فیتی انتخاب می‌شود. وقتی یک آتشک در جزیره رخ می‌دهد، موانا به دنبال ماوی، یک نیمه خدای افسانه ای، در امید بازگشت به آثار تِ فیتی و نجات مردمش می‌رود. این یک داستان اصلی است، اما از افسانه‌های پولینیزی الهام گرفته شده است.
موانا در جریان ای اف آی فست در تئاتر ال کاپیتان در لس آنجلس در ۱۴ نوامبر ۲۰۱۶ نمایش داده شد و در ۲۳ نوامبر در ایالات متحده منتشر شد. این فیلم از طرف منتقدان بررسی‌های مثبت دریافت کرد که انیمیشن، موسیقی و عملکردهای صوتی آن را ستایش کردند. این فیلم در سراسر جهان بیش از ۶۸۷ میلیون دلار درآمد کرد. همراه با زوتوپیا، این اولین بار از سال ۲۰۰۲ بود که استودیوهای انیمیشن والت دیزنی دو فیلم را در همان سال بعد از لیلو و استیچ و سیاره گنج منتشر کردند. فیلم همچنین در هشتاد و نهمین دوره جوایز اسکار دو نامزدی برای بهترین فیلم انیمیشن و بهترین ترانه اصلی («چقدر دور می‌روم») دریافت کرد. یک دنباله، با عنوان موانا ۲ در نوامبر ۲۰۲۴ منتشر شد، در حالی که یک بازسازی لایو اکشن در سال ۲۰۲۶ منتشر خواهد شد. جانسون نقش خود را در هر دو تکرار کرد.

## خلاصه داستان
موانا که یک دختر ماجراجو و شجاع است شیفته داستانهای مادربزگش می‌شود. مادربزرگ برای او و بقیه بچه‌ها داستانی از یک مرد شجاع و نیمه انسان، و تقریباً نیمه خدا را تعریف می‌کند اما پدرِ موآنا به این موضوع توجه نمی‌کند. موانا دوست دارد به اقیانوس برود اما پدرش مخالف است (مائووی خدایِ باد و دریا) که قلب تفیتی (مهم‌ترین شی حیات که قابلیت خلق کردن به انسان می‌دهد) را می‌دزدد تا آن را به انسانها برساند و به آنها قدرت خلق کردن بدهد. ولی به علت دزدیده شدن قلب تفیتی حیات رو به نابودی می‌رود به همین دلیل در جزیره محل زندگی موآنا قحطی پیش می‌آید و مواد غذایی وحتی ماهی هم دیگر برای خوردن پیدا نمی‌شود و موانا پس از سال‌ها سعی می‌کند قلب تفیتی را به او بازگرداند اما اتفاقات بسیاری مانع او می‌شوند.

## دنباله
دنبالهٔ این فیلم تحت عنوان موانا ۲ در نوامبر ۲۰۲۴ منتشر شد. در ابتدا قرار بود این فیلم یک مجموعه تلویزیونی باشد که در سال ۲۰۲۴ در دیزنی پلاس پخش شود.

### اقتباس لایو اکشن
در ۳ آوریل ۲۰۲۳ در کانال رسمی یوتیوبِ دوئین جانسون اعلام شد که بازسازی لایو-اکشن موانا در والت دیزنی پیکچرز در دست توسعه است و جانسون در کنار هیرام و دنی گارسیا برای سون باکس پروداکشنز و بو فلین تهیه‌کنندگی این اقتباس را بر عهده دارند. ستاره اصلی فیلم پویانمایی، یعنی آلیئی کراوالیو به‌عنوان مدیر اجرایی تولید فعالیت می‌کند. در ۳۱ مهٔ ۲۰۲۳، توماس کیل به‌عنوان کارگردان پروژه معرفی شد. انتظار می‌رفت که مراحل گزینش بازیگران در پایان آن سال آغاز شود، اما پروژه به‌دلیل اعتصابات ۲۰۲۳ سگ-افترا به حالت تعلیق درآمد. مدت کوتاهی پس از اعلام ساخت پویانمایی موانا ۲، ورایتی گزارش داد تاریخ انتشار این فیلم به‌دلیل وجود فیلم پویانمایی و اعتصابات به تأخیر افتاده است.